# Heer Palagon
Heer Palagon (Engels: Sir Cadogan) is een personage uit de Harry Potterboekenreeks van de Britse schrijfster J.K. Rowling. De rol wordt vertolkt door Paul Whitehouse.
Heer Palagon was een ridder, die al in de Middeleeuwen overleden is. Heer Palagon is afgebeeld op een schilderij dat op Zweinsteins Hogeschool voor Hekserij en Hocus-Pocus hangt, en wat (op verzoek van Perkamentus) tijdelijk voor de ingang naar de leerlingenkamer van Griffoendor wordt gehangen wanneer de Dikke Dame haar werk niet kan doen. In de toverwereld bewegen alle foto's en schilderijen, en kun je communiceren met degene die is afgebeeld. Heer Palagon bewaakt dus de ingang, en vraagt de leerlingen die aan de deur komen om het wachtwoord dat nodig is om naar binnen te kunnen gaan.
Heer Palagon heeft, naar eigen zeggen, "een nobel hart en gestaalde spieren". Hij is redelijk stuntelig maar neemt zijn bewakingswerk bloedserieus. Marcel Lubbermans smeekt Heer Palagon in het derde boek om hem de Griffoendor-leerlingenkamer binnen te laten wanneer hij het wachtwoord vergeten is. Palagon weigert echter hem zonder wachtwoord binnen te laten, en is haast teleurgesteld wanneer Harry en Ron ineens tevoorschijn komen en het wachtwoord wel blijken te weten.
Wanneer blijkt dat Sirius Zwarts, een veroordeelde crimineel die uit de tovenaarsgevangenis Azkaban is ontsnapt, de leerlingenkamer van Griffoendor binnen is gekomen, wordt Heer Palagon ervan beschuldigd hem te hebben binnengelaten. Later blijkt echter dat Marcel Lubbermans alle wachtwoorden voor de komende tijd op een papiertje had geschreven om te voorkomen dat hij opnieuw voor een dichte deur zou komen te staan. Knikkebeen, de kat van Hermelien, stal het blaadje en gaf het aan Zwarts. Heer Palagon trof hierin dus geen blaam.